# Bochner–Kodaira–Nakanos identitet
Inom matematiken är Bochner–Kodaira–Nakanos identitet en analogi av Weitzenböcks identitet för hermiteiska mångfalder, som ger ett uttryck för antianalytiska Laplacianen av en vektorknippe över en hermiteisk mångfald i termer av dess komplexa konjugat och krökningen av knippet och torsionen av metriken av mångfalden. Den är uppkallad efter Salomon Bochner, Kunihiko Kodaira och Hidegorô Nakano.

### Allmänna källor
- Demailly, Jean-Pierre (1986), ”Sur l'identité de Bochner-Kodaira-Nakano en géométrie hermitienne”, Séminaire d'analyse P. Lelong-P. Dolbeault-H. Skoda, années 1983/1984, Lecture Notes in Math., "1198", Berlin, New York: Springer-Verlag, s. 88–97, doi:10.1007/BFb0077045, http://dx.doi.org/10.1007/BFb0077045
- Demailly, Jean-Pierre (2012), Complex Analytic and Differential Geometry, http://www-fourier.ujf-grenoble.fr/~demailly/manuscripts/agbook.pdf
- Kodaira, Kunihiko (1953), ”On a differential-geometric method in the theory of analytic stacks”, Proceedings of the National Academy of Sciences of the United States of America 39:  1268–1273, doi:10.1073/pnas.39.12.1268, ISSN 0027-8424, http://www.jstor.org/stable/89226